# William Grüner
William Grüner (ur. 6 maja 1888 w Sztokholmie, zm. 15 lutego 1961) – szwedzki lekkoatleta.

## Kariera
Na Letnich Igrzyskach Olimpijskich 1920 brał udział w maratonie, który zakończył na 28. miejscu.